# Jiří Stránský
Jiří Stránský (Prága, 1931. augusztus 12. – Prága, 2019. május 29.) cseh író, műfordító, forgatókönyvíró, politikai fogoly.

## Művei
- Za plotem (1953–1960 között a börtönben írta, 1999 került kiadásra)
- Štěstí (1969 elkobozták, 1990-ben jelent meg)
- Zdivočelá země (1970)
- Aukce (1997)
- Přelet (2001)
- Povídačky pro moje slunce (2002)
- Tichá pošta (2002)
- Povídačky pro Klárku (2004)
- Perlorodky (2005)
- Srdcerváč (2005)
- Stařec a smrt (2007)
- Oblouk (2009)
- Tóny (2012)
- Balada o pilotovi (2013)
- Štěstí napodruhé (2019)

### Novellák
- Náhoda (1976)
- Vánoce (1976)
- Přelet (1976)
- Dopisy bez hranic (2010)

### Színdarabok
- Latríny (1972)
- Labyrint (1972)
- Claudius a Gertruda (2007)

### Forgatókönyvek
- Cvrcek (1978, tv-sorozat, egy epizód)
- Hlavní výhra (1982, tv-film)
- Bumerang (1997)
- Őrült föld (Zdivočelá země) (1997)
- Zdivočelá země (1997–2001, tv-sorozat, 20 epizód)
- Uniforma (2001, tv-film)
- Žabák (2001, tv-film)
- Kousek nebe (2005)
- Piknik (2014, tv-film)
- Balada o pilotovi (2018)